# Maxie Zeus
Maximillian « Maxie » Zeus est un personnage de fiction créé par Don Newton et Dennis O'Neil dans Detective Comics #483 en 1979.

## Biographie fictive
Maxie Zeus est un criminel de génie qui a tenté de prendre le contrôle du monde criminel de Gotham City, mais il fut arrêté par Batman et envoyé dans l'Asile d'Arkham. Il trouve la mort après avoir été manipulé par Arès, dieu grec de la guerre et ennemi de Wonder Woman.

### Biographie alternative
Dans Batman, la série animée, Maxie Zeus est un homme d'affaires qui est devenu fou à la suite de plusieurs échecs commerciaux. Comme dans le comics, il croyait qu'il était le dieu Zeus. Son plan est de détruire tous les « mortels » qui le dérangent, en utilisant un canon électrique en les attaquant à partir du « Mont Olympius » (une tour de bureaux). Ses plans sont arrêtés par Batman et il a été envoyé à l'Asile d'Arkham. 
Dans Batman, Maxie Zeus veut transformer la ville de Gotham en son royaume ;  pour ça, il utilise une forteresse volante munie d'un puissant laser. Il est vaincu par Batman et Batgirl.
Dans Harley Quinn (série télévisée d'animation), il est un gourou de l'entraide pour les aspirants super-vilains, Harley Quinn joint à lui pour devenir son propre super vilain, Maxie dévoile sa nature de sexiste en lui demandant des faveurs sexuelles en échange, outragé et c'est alors que Harley fait équipe avec Clayface et le docteur Psycho et alors que Clayface le distrait en déguisant en fils illégitime de ce dernier, alors que Harley et docteur Psycho dérobent quelque chose, Maxie Zeus découvre la ruse et bat Clayface et puis Harley et Doctor Psycho l'ont battu. Puis il est interviewé par des journalistes en disant que Harley est une vraie super vilaine.
Dans Batman : Assaut sur Arkham, il est mentionné, on voit que son matériel découvert par King Shark.

## Description

### Physique
Le physique et le costume de Maxie Zeus ont les caractéristiques des représentations populaires modernes du dieu grec Zeus ; le personnage a une barbe et une couronne de laurier. Il est très musclé et porte une tunique et des sandales. Il est armé d’un éclair. Dans Batman, la série animée, Maxie Zeus fait la même taille que Batman

### Personnalité
Maxie Zeus est convaincu qu'il est le dieu Zeus de la mythologie grecque.

## Œuvres où le personnage apparaît

### Comics
- Arkham Asylum (Dave McKean (illustrateur), Grant Morrisson (auteur) )

### Séries animées
- Batman (Paul Dini, Bruce Timm, Eric Radomski, 1992-1995) avec Steve Susskind (VF : Gérard Rinaldi)
- Batman (The Batman, Duane Capizzi, Michael Goguen, 2004-2008) avec Phil LaMarr (VF : Marc Alfos)
- Harley Quinn (Justin Halpern, Patrick Schumacker et Dean Lorey, 2019-) avec Will Sasso

### Jeux vidéo
- Batman: The Video Game
- Batman: Arkham Asylum
- Batman: Arkham City